# Équipe de Grèce masculine de basket-ball
Cet article traite de l'équipe masculine. Pour l'équipe féminine, voir Équipe de Grèce féminine de basket-ball.
Maillots
L’équipe de Grèce masculine de basket-ball (en grec : Eθνική Oμάδα Καλαθοσφαίρισης Ελλάδος)  est l'équipe nationale qui représente la Grèce dans les compétitions internationales masculine de basket-ball. Elle est placée sous l'égide de la Fédération hellénique de basket-ball (EOK). L'équipe est affiliée à la FIBA depuis 1932. Son surnom est "Επίσημη Αγαπημένη", ce qui signifie « Favorite Officielle ».
La Grèce a participé à neuf reprises à la Coupe du monde, son meilleur résultat ayant été obtenu en 2006, où elle a terminé deuxième, après avoir battu les États-Unis 101 à 95 en demi-finale. La Grèce a participé à 28 reprises à l'EuroBasket, remportant deux victoires, une médaille d'argent (1989) et deux médailles de bronze (1949 et 2009). Parmi les temps forts de la compétition, on peut citer sa victoire contre l'Union soviétique (103-101) en finale à Athènes, remportant ainsi son premier titre en 1987, et sa victoire contre l'Allemagne (78-62) en finale en 2005. La Grèce a participé à cinq Jeux olympiques, ses meilleurs résultats étant des cinquièmes places à trois reprises (1996, 2004, 2008).
La Grèce est la seule équipe nationale au monde à avoir battu les États-Unis sous l'ère Mike Krzyzewski (2005-2016), ces derniers étant invaincus avant et après la demi-finale de la Coupe du monde FIBA 2006, toutes compétitions majeures confondues.

## Histoire

### Les débuts
La Grèce fait ses débuts dans l'une des trois compétitions majeures, pour une nation européenne, lors du championnat d'Europe 1949 disputé au Caire en Égypte. Cette première compétition est couronnée d'une médaille de bronze, derrière l'équipe de France, deuxième, et l'Égypte, qui remporte le titre européen à domicile. Trois ans plus tard, la sélection grecque fait ses débuts dans le tournoi olympique lors des jeux olympiques de 1952 à Helsinki.

### Les premières médailles
Après des années sans résultats, la Grèce, avec l'apparition d'une génération menée par Níkos Gális et Panayótis Yannákis, épaulés par Panayótis Fasoúlas et Fánis Christodoúlou, apparaît dans les nations majeures sur le plan international. Elle obtient sa première qualification pour un championnat du monde lors du mondial 1986 où elle termine à la dixième place.
Lors du championnat d'Europe de la saison suivante, disputé à Athènes, la Grèce bat une première fois la Yougoslavie, une des nations majeures en Europe, lors de la phase de poule. Puis, après avoir éliminé l'Italie, elle retrouve cette même Yougoslavie en demi-finale. la Grèce confirme sa précédente victoire en l'emportant 81 à 77. En finale, les Grecs sont opposés au champion d'Europe en titre, l'équipe d'URSS. La Grèce l'emporte en prolongation 103 à 101 pour obtenir le premier titre de son histoire, titre qui est également le premier obtenu par une équipe de Grèce dans un sport collectif. Gális termine à la première place des marqueurs avec une moyenne de 37,8 points.
Non qualifiée pour les jeux olympiques de 1988 de Séoul, la Grèce se présente au championnat d'Europe 1989 parmi les prétendantes au titre. La Grèce, grâce à 43 points de Gális, l'emporte 81 à 80 face à l'URSS. En finale, les Grecs retrouvent les Yougoslaves. Ceux-ci l'emportent aisément 98 à 76, avec 28 points de Dražen Petrović qui termine MVP de la compétition.

### Les années 1990
Quatre ans plus tard, la Grèce parvient une nouvelle fois en demi-finale du championnat d'Europe. Opposée à l'Allemagne qui évolue à domicile, elle subit la défaite 76 à 73 face à la future vainqueur du titre. Une défaite de 40 points face à la Croatie la prive de médaille de bronze.
L'année suivante, la Grèce dispute le Championnat du monde de Toronto. Elle est éliminée par l'équipe des États-Unis 97 à 58 en demi-finale avant d'être privée de médaille de bronze une nouvelle fois par la Croatie, 78 à 60.
Cette dernière nation remporte sa troisième médaille de bronze consécutive dans une grande compétition, toujours face à la Grèce, lors du Championnat d'Europe 1995 disputé à Athènes. C'est la Yougoslavie, de retour après l'embargo par l'Organisation des Nations unies (ONU), qui prive la Grèce de finale avant de remporter le titre de championne d'Europe.
Après une cinquième place aux jeux olympiques d'Atlanta, battue 99 à 66 par la Lituanie en quart de finale, la Grèce termine pour la troisième fois consécutive à la quatrième place d'un championnat d'Europe, lors du championnat d'Europe 1997. La Grèce régresse alors un peu dans la hiérarchie mondiale, terminant seizième lors du championnat d'Europe 1999 disputé en France. Elle ne dispute pas les jeux de Sydney puis termine neuvième en 2001 en Turquie.

### Les années 2000
Une nouvelle ère dans l'histoire du basket-ball grec apparaît au début des années 2000 avec pour point de départ les Jeux olympiques d'été de 2004 à Athènes (Grèce). Cette année-là les grecs finissent cinquième du tournoi olympique, écarté en quart de finale par les futurs champions olympiques argentins pour seulement 6 points.
En 2005, alors que le championnat d'Europe se joue presque à domicile (beaucoup de supporters grecs ayant fait le déplacement à Belgrade), ils réussissent une fin de match incroyable contre l'équipe de France en demi-finale en rattrapant 7 points dans les 40 dernières secondes. Ils deviennent ensuite champion d’Europe en étrillant l'équipe d'Allemagne 78 à 62, et décrochent ainsi leur billet pour le championnat du monde 2006 au Japon.

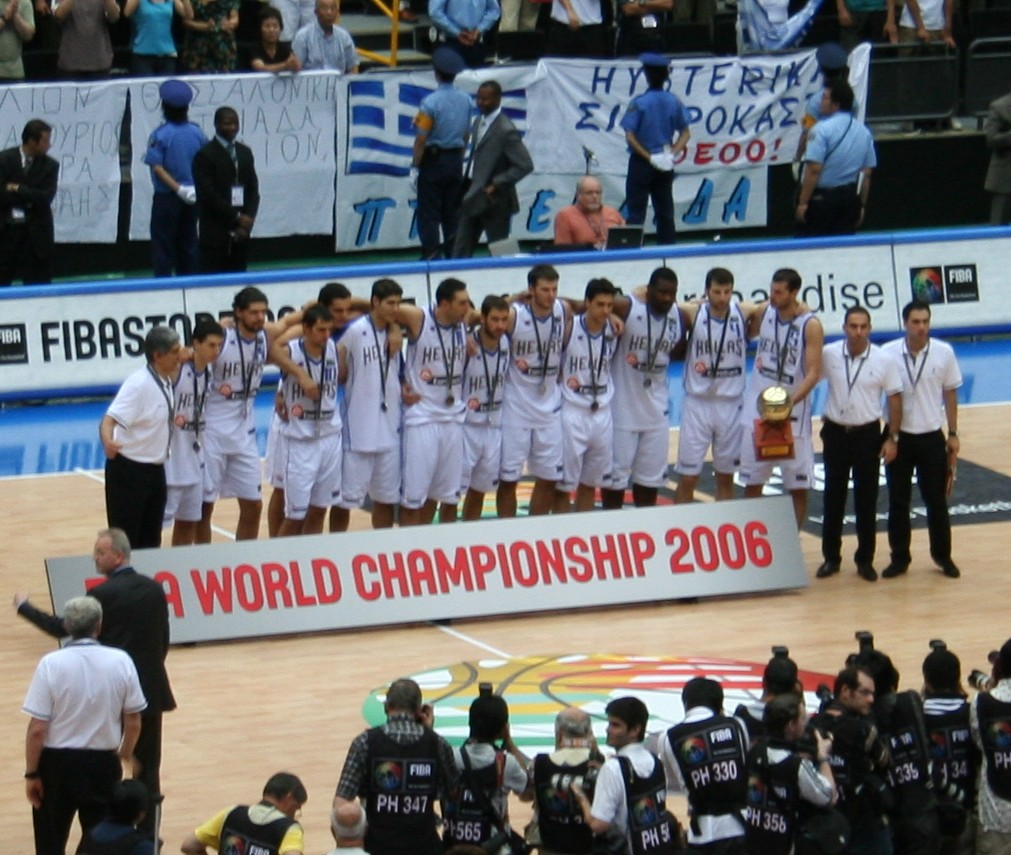
La Grèce deuxième du mondial 2006.

Lors de ce championnat, onze des douze joueurs étaient déjà présents aux JO 2004, et également onze faisaient partie de l'équipe championne d'Europe (Sofoklís Schortsianítis remplaçant Ioánnis Bouroúsis). Après un premier tour sans embrouille, ils se qualifient pour les huitième de finale en restant invaincu, malgré un duel difficile contre l'équipe de Turquie. Lors de la seconde phase, la Grèce élimine les équipes de Chine, de France et les États-Unis pour se qualifier pour la finale. Emmenée principalement par Theódoros Papaloukás et Dimítris Diamantídis, cette équipe grecque démontre qu'elle a encore progressé au fil des ans et que chacun apporte sa pierre à l'édifice. Le basket-ball grec des années 2000 se joue sans véritable star mais avec une efficacité qui leur fait enjoliver leur palmarès. l'équipe d'Espagne, bien que privée de son leader Pau Gasol pour la finale, l'emporte aisément sur le score de 70 à 47.
La Grèce a l'ambition de défendre son titre de championne d'Europe lors du championnat d'Europe 2007 disputé en Espagne. La nation hôte l'emporte dans la demi-finale opposant les deux nations, tandis que la Grèce échoue de nouveau pour l'obtention de la médaille de bronze avec une défaite face à la Lituanie.
Lors des Jeux olympiques d'été de 2008 de Pékin, c'est l'équipe d'Argentine qui prive la Grèce demi-finale.
L'année suivante, la Grèce, après l'avoir emporté en prolongation face à l'équipe de Turquie en quart de finale, échoue de nouveau face à l'équipe d'Espagne, 82 à 64 en demi-finale. Lors de la rencontre pour la troisième place, l'équipe de Grèce l'emporte 57 à 56 sur la équipe de Slovénie pour remporter une médaille de bronze.

## Résultats

### Palmarès
| Compétitions mondiales                                         | Compétitions continentales                                                                   | Autres compétitions |
| -------------------------------------------------------------- | -------------------------------------------------------------------------------------------- | --- |
| - Jeux olympiques - Néant - Coupe du monde - Finaliste en 2006 | - EuroBasket (2) - Vainqueur en 1987 et 2005 - Finaliste en 1989 - Troisième en 1949 et 2009 | - Jeux méditerranéens (1) - Vainqueur en 1979 - Finaliste en 1991, 2001, 2005 et 2009 - Troisième en 1955, 1971 et 1987 - Coupe Stanković (1) - Vainqueur en 2006 - Championnat des Balkans (2) - Vainqueur en 1979 et 1986 - Finaliste en 1963, 1969, 1972 et 1983 - Troisième en 1964, 1966, 1967, 1976, 1977, 1980, 1981, 1984 et 1985 |

### Parcours en compétitions internationales

#### Jeux olympiques
| Année | Position      |      | Année         | Position     |               | Année | Position |
| 1936  | Non qualifiée | 1976 | Non qualifiée | 2008         | 5e            |       |          |
| 1948  | Non qualifiée | 1980 | Non qualifiée | 2012         | Non qualifiée |       |          |
| 1952  | Non qualifiée | 1984 | Non qualifiée | 2016         | Non qualifiée |       |          |
| 1956  | Non qualifiée | 1988 | Non qualifiée | 2020         | Non qualifiée |       |          |
| 1960  | Non qualifiée | 1992 | Non qualifiée | 2024         | 8e            |       |          |
| 1964  | Non qualifiée | 1996 | 5e            | 2028         | -             |       |          |
| 1968  | Non qualifiée | 2000 | Non qualifiée | 2032         | -             |       |          |
| 1972  | Non qualifiée | 2004 | 5e            | Pays inconnu | -             |       |          |

#### Coupe du monde
| Année | Position      |      | Année         | Position |           | Année | Position |
| 1950  | Non qualifiée | 1978 | Non qualifiée | 2006     | Finaliste |       |          |
| 1954  | Non qualifiée | 1982 | Non qualifiée | 2010     | 11e       |       |          |
| 1959  | Non qualifiée | 1986 | 10e           | 2014     | 9e        |       |          |
| 1963  | Non qualifiée | 1990 | 6e            | 2019     | 11e       |       |          |
| 1967  | Non qualifiée | 1994 | 4e            | 2023     | 15e       |       |          |
| 1970  | Non qualifiée | 1998 | 4e            | 2027     | -         |       |          |
| 1974  | Non qualifiée | 2002 | Non qualifiée | 2031     | -         |       |          |

#### EuroBasket
| Année | Position      |      | Année         | Position     |           | Année | Position |
| 1935  | Non qualifiée | 1969 | 10e           | 1999         | 16e       |       |          |
| 1937  | Non qualifiée | 1971 | Non qualifiée | 2001         | 9e        |       |          |
| 1939  | Non qualifiée | 1973 | 11e           | 2003         | 5e        |       |          |
| 1946  | Non qualifiée | 1975 | 12e           | 2005         | Vainqueur |       |          |
| 1947  | Non qualifiée | 1977 | Non qualifiée | 2007         | 4e        |       |          |
| 1949  | Troisième     | 1979 | 9e            | 2009         | Troisième |       |          |
| 1951  | 8e            | 1981 | 9e            | 2011         | 6e        |       |          |
| 1953  | Non qualifiée | 1983 | 11e           | 2013         | 11e       |       |          |
| 1955  | Non qualifiée | 1985 | Non qualifiée | 2015         | 5e        |       |          |
| 1957  | Non qualifiée | 1987 | Vainqueur     | 2017         | 8e        |       |          |
| 1959  | Non qualifiée | 1989 | Finaliste     | 2022         | 5e        |       |          |
| 1961  | 17e           | 1991 | 5e            | 2025         | -         |       |          |
| 1963  | Non qualifiée | 1993 | 4e            | 2029         | -         |       |          |
| 1965  | 8e            | 1995 | 4e            | Pays inconnu | -         |       |          |
| 1967  | 12e           | 1997 | 4e            | Pays inconnu | -         |       |          |

## Équipe actuelle
| Numéro | Joueur                 | Poste | Naissance         | Taille | Club 2021-2022          |
| ------ | ---------------------- | ----- | ----------------- | ------ | ----------------------- |
| 2      | Tyler Dorsey           | SG    | 18 février 1996   | 1,95 m | Olympiakós              |
| 4      | Michalis Lountzis      | PG    | 4 août 1998       | 1,96 m | Olympiakós              |
| 5      | Giannoulis Larentzakis | SG    | 22 septembre 1993 | 1,96 m | Olympiakós              |
| 7      | Dimítris Agravánis     | PF    | 20 décembre 1994  | 2,08 m | Promithéas Patras       |
| 8      | Nick Calathes          | PG    | 7 février 1989    | 1,98 m | FC Barcelone            |
| 10     | Konstantínos Sloúkas   | PG    | 15 janvier 1990   | 1,92 m | Olympiakós              |
| 14     | Yórgos Papayiánnis     | C     | 3 juillet 1997    | 2,17 m | Panathinaïkos           |
| 16     | Kóstas Papanikoláou    | SF    | 31 juillet 1990   | 2,03 m | Olympiakós              |
| 19     | Ioánnis Papapétrou     | SF    | 30 mars 1994      | 2,07 m | Panathinaïkos           |
| 34     | Giánnis Antetokoúnmpo  | SF/PF | 6 décembre 1994   | 2,11 m | Bucks de Milwaukee      |
| 37     | Kóstas Antetokoúnmpo   | PF    | 20 novembre 1997  | 2,09 m | ASVEL Lyon-Villeurbanne |
| 43     | Thanásis Antetokoúnmpo | SF/PF | 18 juillet 1992   | 2,01 m | Bucks de Milwaukee      |

Sélectionneur :  Dimítris Itoúdis

## Membres notables de l'équipe
Joueurs marquants
- Panayótis Yannákis
- Fánis Christodoúlou
- Panayótis Fasoúlas
- Efthýmios Rentziás
- Níkos Gális
- Theódoros Papaloukás
- Dimítris Diamantídis
- Frangískos Alvértis
- Yórgos Kolokythás
- Kóstas Polítis
- Yórgos Kastrinákis
- Livéris Andrítsos
- Níkos Stavrópoulos
- Michális Romanídis
- Níkos Filíppou
- Argýris Kamboúris
- Panayótis Karatzás
- Vasílios Spanoúlis

Entraîneurs successifs
- 1967-1969 :  Fédon Matthéou
- 1969-1973 :  Kόstas Mouroúzis
- 1973-1975 :  Vangélis Nikitópoulos
- 1975-1979 :  Dick Dukeshire
- 1979-1981 :  Yánnis Ioannídis
- 1981-1987 :  Kóstas Polítis
- 1987-1994 :  Efthýmis Kioumourtzóglou
- 1994-1996 :  Mákis Dendrinós
- 1996-1998 :  Panayótis Yannákis
- 1998-2001 :  Kόstas Petrόpoulos
- 2001-2003 :  Yánnis Ioannídis
- 2004-2008 :  Panayótis Yannákis
- 2009-2010 :  Jonas Kazlauskas
- 2011-2012  Ilías Zoúros
- 2013-juin 2014 :  Andrea Trinchieri
- 2014-2016 :  Fótis Katsikáris
- 2017 :  Kóstas Míssas
- octobre 2017-novembre 2019 :  Thanásis Skourtópoulos
- novembre 2019-2021 :  Rick Pitino
- 2022-2023 :  Dimítris Itoúdis
- depuis 2023 :  Vasílios Spanoúlis